# بكسل

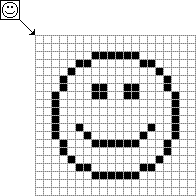
هذا مثال لصورة تتألف من مصفوفة من البكسلات أبعادها 16×16 مكبرة ثمان مرات لرؤية. أن زيادة عدد البكسلات المكونة للصورة يجعل الصورة أدقّ

البِكْسِل أو عنصر الصورة أو عنصورة أو نقرة ضوئية (بالإنجليزية: Pixel) هو أصغر عنصر منفرد في مصفوفة صور نقطية أو في مصفوفة نقطية لجهاز عرض صور، أي أنه أصغر ما يمكن تمثيله والتحكم في خصائصه من مكونات الصورة على الشاشات بتقنياتها المختلفة، وأصغر ما يمكن مسحه وتخزين بياناته في الماسحات الضوئية، أو في مستشعر الكاميرا الرقمية.
كل بكسل من بكسلات الصورة عيّنة من الصورة التي تمثلها، تتحدد خصائصها بخصائص النبيطة المتحسسة أو المولّدة لها وبخصائص التمثيل الرقمي للصور في النظام الموصوف.

## تقنيا

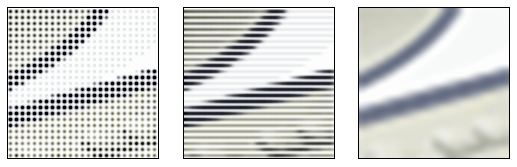
البكسل لايحتاج لان يصير كمربع صغير. هذه الصورة توضح طرق بديلة لاعادة انشاء الصورة من مجموعة من البكسلات, باستخدام نقط وخطوط وتقنية الفلترة الناعمة

حسب السياق المستخدم فيه المصطلح فإن الصورة قد تعني التمثيل الرمزي للقيم الكمية التي تصف العنصورة، مثل أرقام مكوناتها اللونية في عنوان ذاكرة الحاسوب، كما قد تعني التمثيل المادي للنقطة المرئية في النظام العتادي على الشاشة.
عندما تستخدم العنصورة بدلالة الوصف المنطقي للصور فإن عدد البتّات المعين لقيمة كل مكوّن من مكوناتها اللونية في نظام الألوان المستخدم هو ما يحدد لونها النهائي وعدد الألوان الممكن تمثيلها في ذلك الفضاء اللوني. وقد تكون للعنصورة إلى جانب مكوناتها اللونية خصائص أخرى تتحدد في بنيتها المنطقية، مثل درجة شفافيتها.
يستخدم عدد العنصورات كمقياس لأبعاد الصور الرقمية، أي طولها وعرضها، كما تستخدم كثافتها، أي عددها منسوبا إلى وحدة الطول، للدلالة على مَيز الصور والعتاد المنتج لها، مثل 600 عنصورة\سم أو 300 عنصورة\بوصة.
كذلك فالعنصورات قد تمثّل وحدات منطقية، كما في أبعاد الصور الرقمية، وعندها فإن الكثافة المقصودة بذلك التمثيل قد تكون محددا مطلوبا في حال الرغبة في تمثيل تلك الصورة على وسيط مادي بناء على وصفها المنطقي.
عند تحويل التمثيل المنطقي للعنصورات إلى تمثيل مادي، بعرضها على شاشة مثلا، فإن التقابل بين العنصورات المنطقية والعنصورات المادية المكونة لنبيطة العرض قد يكون مباشرا، واحدة إلى واحدة، وقد تجرى معالجات في البرمجيات والعتاد للموائمة بين خصائص العتاد وخصائص الصورة في صيغتها الرقمية.
كلما زاد عدد العنصورات المكونة للصورة كانت الصورة الرقمية أقرب إلى الأصل التنظاري، وكذلك كلما زاد ميز النبيطة، أي قدرته على تسجيل تمثيلٍ رقميٍ هو أقرب إلى الواقع التناظري في نظر المراقب الآدمي، وإن كان ذلك يدخل في تحديده كذلك حجم العينة التي تقدر النبيطة على تسجيلها، أي عدد البتات المعينة لقيمة كل لون من الألوان واصفة العنصورة. وهذه نتيجة لصيرورة المُعاينة (بالإنجليزية: sampling) التي تتحول فيها الظواهر التناظرية إلى قيم رقمية، أو الوصف الموجي إلى كمومي ((بالإنجليزية: quantisation).
أحيانا تستخدم وحدتا نقطة لكل بوصة (نقطة في البوصة) و pixels per inch (عنصورة في البوصة) بالتبادل، إلا أن لكل منهما دلالة مختلفة: فالأولى تستخدم في وصف الطابعات كمقياس كثافة نقط الحبر في الصفحة.

## ميغا بكسل Mega Pixel
الميغا بكسل هي من مضاعفات وحدة البكسل في صورة إلكترونية، حيث يمثل كل مليون بكسل 1 ميغا بكسل (ميغا = مليون). يتم ذلك بضرب طول الصورة بعرضها إذا استخدمنا البكسل لوحدة قياس. تستعمل هذه الوحدة غالبا لقياس مساحة الصور الملتقطة بواسطة الكاميرات الرقمية الحديثة. فمثلا إذا اخذنا صور بطول 2048 بكسل وعرض 1536 بيكسل فإن قوة (دقة) الكاميرا التي التقطتها تكون 3.1 ميغا بكسل، أي أن هذه الكاميرا قادرة على تجزيء الصورة التي تلتقطها إلى 3.1 ميغا بيكسل، وبالتالي كلما كثر عدد البيكسلات في الكاميرا الرقمية الحديثة كانت أكثر دقة ووضوحا.

## أصل كلمة عنصورة
مصطلح عنصورة العربي نحت من الكلمتين "عنصر" و "صورة"[بحاجة لمصدر]، وقد صيغت على نسق الكلمة الإنجليزية المقابلة (بالإنجليزية: pixel) التي هي أيضا نحت من الكلمتين الإنجليزيتين (بالإنجليزية: picture) و (بالإنجليزية: element) ظهر النحت العربي لأول مرة في مجلة العلوم في أعدادها الصادرة في ثمانينيات القرن العشرين.

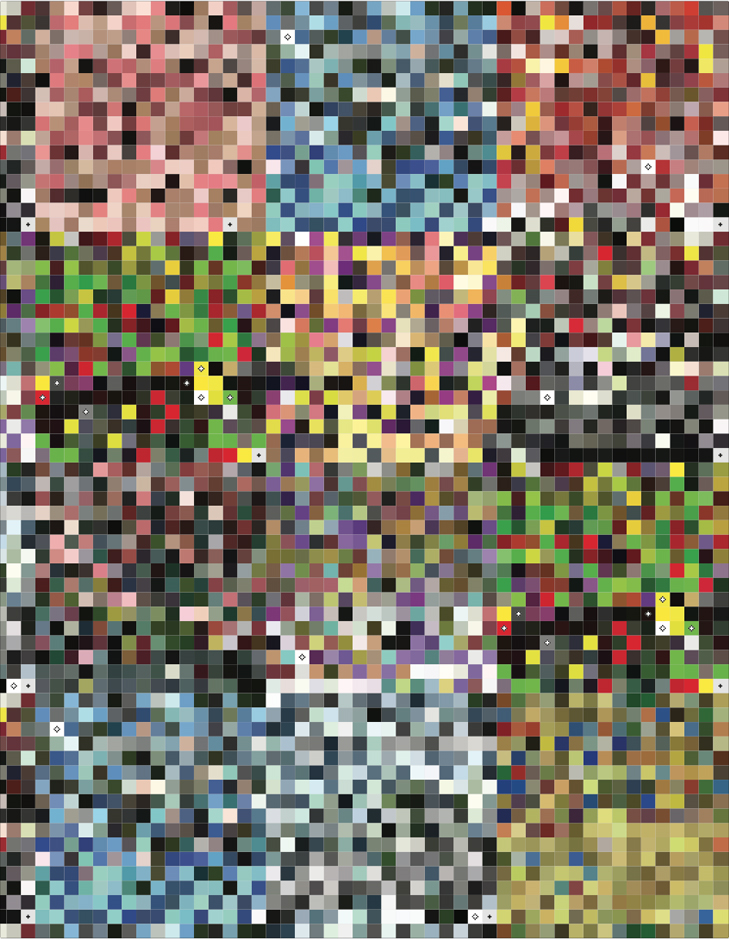
Pixel art

في الكتابات العربية التقنية يستخدم كذلك التعريب الصوتي بِكسِل )
استخدم مصطلح «بكسل» في أدبية علمية لأول مرة سنة 1965 بواسطة فريدريك س. بيلنغسلي ليصف عناصر الصور في فيديو أخذ لسطحي القمر والمريخ. إلا أن Billingsley لم يكن هو من صاغ المصطلح، بل أخذه عن Keith E. McFarland الذي كان يعمل في مختبر بالو ألتو الذي ذكر أنه لا يعلم مصدر الكلمة على وجه التحديد إلى أنها كانت مُستخدمة منذ حوالي سنة 1963.
على نسق الاشتقاق هذا اشتُّقت لاحقا مصطلحات أخرى لوصف الوحدات البيانية الصغرى التي تصف أصنافا من المعلومات، فنجد:
تكسلهو عنصر من صورة مستخدمة كإكساء (الاسم الإنجليزي نحت من الكلمتين texture element)
فوكسلنحت من الكلمتين volumetric و pixel أي عنصر حجمي، ويمثل مكعبا أو نقطة ذات لون معين في مجسم ثلاثي الأبعاد، الفوكسل هو عنصر في مجسم ثلاثي الأبعاد كما البكسل هو عنصر في سطح ثنائي الأبعاد.